# 윈도우 11 버전 24H2
윈도우 11 버전 24H2, 즉 윈도우 11 2024 업데이트(코드명: 허드슨 밸리, Hudson Valley)는 윈도우 11의 세 번째이자 현재 주요 업데이트이다. 빌드 번호는 10.0.26100이다.

## 개요
첫 번째 프리뷰는 2024년 2월 8일에 Canary 및 Dev 채널에 가입한 인사이더에 공개되었다. 업데이트는 2024년 6월 15일에 코파일럿 플러스 PC에 출시되기 시작했다. 빌드 26052부터 버전 문자열이 "23H2"에서 "24H2"로 변경되었다. 업데이트는 2024년 10월 1일에 모든 사용자에게 출시되기 시작했다.
버전 24H2는 특히 IoT 엔터프라이즈 에디션(LTSC 및 비 LTSC 모두)의 새로운 구독 변형과 함께 최초의 윈도우 11 기반 장기 서비스 채널(LTSC) 에디션을 도입한다.
업데이트는 2026년 10월 13일에 홈, 프로, 프로 에듀케이션, 프로 포 워크스테이션(Pro for Workstations) 및 SE 에디션에 대한 서비스가 종료된다. 엔터프라이즈, 엔터프라이즈 멀티 세션, IoT 엔터프라이즈 및 에듀케이션 에디션은 2027년 10월 12일에 서비스가 종료된다. 엔터프라이즈 LTSC 및 IoT 엔터프라이즈 LTSC 에디션은 각각 2029년 10월 9일과 2034년 10월 10일에 서비스가 종료된다.

## 시스템 요구 사항
윈도우 11이 출시된 이후 처음으로 버전 24H2에서 수정된 시스템 요구 사항이 도입되었다.
- SSE4.2 및 POPCNT CPU 명령을 지원하는 x86-64-v2 CPU가 이제 필요하다. 그렇지 않으면 윈도우 커널을 부팅할 수 없다.[9][10] (TPM 2.0 요구 사항을 우회하는 시스템과 모든 24H2 IoT 엔터프라이즈 에디션에만 영향을 미친다.)
- IoT 엔터프라이즈 에디션(LTSC 및 비 LTSC)은 공식적으로 TPM 및 UEFI 요구 사항을 제거했으며 최소 DirectX 버전을 이전에 23H2에서 요구했던 12에서 10으로 낮춘다.[7][11]
- 새로운 IoT 엔터프라이즈 LTSC 에디션은 최소 요구 RAM을 2GB로, 저장 공간을 16GB로 낮춘다.[7][11]
- ARMv8.1은 이제 ARM 변형에 필요하며 ARMv8.0에 대한 비공식적인 지원을 중단한다.[12] ARMv8.0 CPU에서 윈도우 커널을 부팅할 수 없다.
- ARM 변형은 32비트 ARM 애플리케이션에 대한 지원을 중단한다.[13] 64비트 ARM 애플리케이션만 실행된다.

## 알려진 문제
특히 24H2 버전은 알려진 문제 목록이 평소보다 더 길다. 일부는 수정하기 위해 업데이트된 드라이버가 필요하고, 다른 일부는 2025년 2월 시점까지 수정되지 않았다. 예를 들어, 제한된 수의 기기에서 생체 인식 및 카메라 지원이 중단되고, 일부 오래된 게임 및 애플리케이션이 제대로 작동하지 않거나 전혀 작동하지 않는다. 예를 들어, 아스팔트 8: 에어본(2025년 3월 19일 이후 해결됨), Dirac 오디오 개선 소프트웨어(cridspapo.dll을 사용하는 경우), 오토캐드 2022 등이 그렇다.

## 새로운 기능
- 윈도우 11 HDR 배경 지원 (HDR 모니터용)[17]
- 와이파이 7(802.11be) 지원: 데이터 전송 속도가 향상되고, 와이파이 네트워크 목록을 새로 고치고 스캔 진행 상황을 표시하는 새로운 사용자 인터페이스 요소도 추가되었다.[18]
- Bluetooth LE 오디오 지원.[18]
- 윈도우 11 검색은 파일 이름 대신 설명 문구를 사용하여 문서와 사진을 검색하는 기능을 추가한다.[17]
- 슈퍼레졸루션: AI 업스케일링을 사용하여 품질을 희생하지 않고도 사진을 최대 8배까지 향상시킬 수 있으며, 이는 코파일럿+ PC에서 더 빠르게 작동한다.[18]
- 윈도우 리콜(프리뷰)을 사용하면 사용자가 이미 본 콘텐츠를 찾을 수 있다. 처음 출시되었을 때 부정적인 피드백이 너무 많아서 지연되어 프리뷰 상태로만 출시된 이 기능은 보안 액세스를 위해 윈도우 Hello가 필요하며(민감한 데이터가 표시될 수 있음) 비활성화할 수 있다.[17]
- 윈도우 스튜디오 효과(Windows Studio Effects): 마이크로소프트 팀즈, 줌, 구글 미트, 스카이프, 마이크로소프트 카메라 앱을 포함한 지원되는 애플리케이션의 카메라 및 마이크용. 효과에는 배경 흐림, 눈 교정, 인물 조명 및 설명 필터가 포함된다.[19]
- 윈도우 클릭 투 두(Click to Do, 프리뷰): 텍스트 요약 또는 전송, 사진의 배경 혼합, 시각적 검색을 위한 마이크로소프트 빙 사용 등의 작업을 위한 여러 기능이 있는 대화형 PC 화면 오버레이이다.[17]